# 在バルバドス日本国大使館
在バルバドス日本国大使館（ざいバルバドスにほんこくたいしかん、英語: Embassy of Japan in Barbados）は、バルバドスの首都ブリッジタウンの都市圏セント・マイケル教区にある日本の大使館。

## 沿革
- 1966年11月30日、バルバドスがイギリスから独立し、日本がバルバドスの独立を承認する[1]
- 1967年9月27日、日本とバルバドスの外交関係が樹立され、カラカスの在ベネズエラ日本国大使館が在バルバドス日本国大使館としての業務兼轄を開始する[1]
- 1980年2月、カラカスの大使館に代わって、ポートオブスペインの在トリニダード・トバゴ日本国大使館が在バルバドス日本国大使館としての業務兼轄を引き継ぐ[1]
- 2016年1月1日、ブリッジタウン都市圏に在バルバドス日本国大使館が開設される[2]
- 2016年10月、常駐では初代となる特命全権大使品田光彦が着任した[3]
- 2022年4月、品田大使の後任として特命全権大使福嶌香代子[4]が着任した
- 2024年12月、福嶌大使の後任として特命全権大使宮坂祐介が着任した

## 所在地
Building 2, Ground Floor, Chelston Park, Collymore Rock, St. Michael